# Đường mòn xe lửa

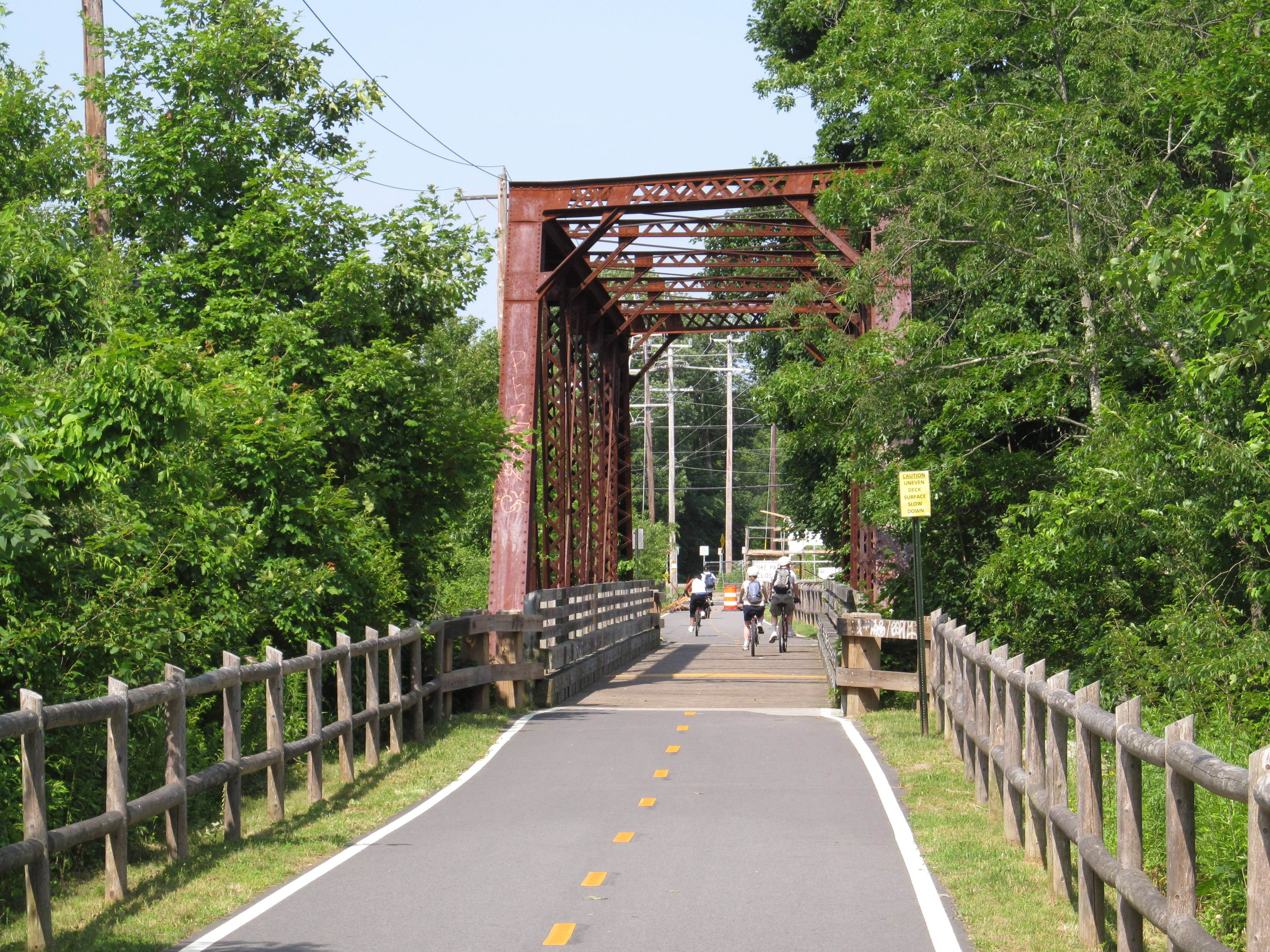
Đường mòn Washington Secondary Rail Trail tại Rhode Island, Hoa Kỳ, chạy trên nền và các cầu khung của một đường xe lửa ngày xưa.

Đường mòn xe lửa hay đường mòn dọc theo đường ray (tiếng Anh: rail trail) là một đường ray được thay thế bằng một đường mòn đa năng, thường cho phép đi bộ và đi xe đạp, và đôi khi cho phép cưỡi ngựa hay đi xe ngựa kéo (ở những khu vực Amish). Thuật ngữ này cũng chỉ đến các đường mòn được xây dựng bên cạnh một đường sắt, đường sắt nhẹ, hay xe điện vẫn còn hoạt động, đường gọi rails with trails. Một số đường mòn đa năng có làn riêng hay ngày riêng cho các phương tiện giao thông.
Tại một số quốc gia, hệ thống đường xe lửa co rút lại vì các vụ giảm ngân sách vào giữa thế kỷ 20. Các hành lang của tuyến đường xe lửa bị đóng cửa được coi là thích hợp cho đường mòn vì bằng phẳng, dài, và nhiều khi chạy qua các nơi lịch sử. Đường mòn có thể lát nhựa đường hay sỏi. Hành lang của đường mòn thường trở thành một công viên tuyến tính (linear park).